# Barile (Italia)
Barile es un poblado y municipio situado en el territorio de la provincia de Potenza, en Basilicata (Italia).

## Demografía
| Gráfica de evolución demográfica de Barile entre 1861 y 2001 |
|                                                              |
| fuente ISTAT - elaboración gráfica a cargo de Wikipedia      |

## Historia
Barile es un pueblo Arbëreshë de unos 3.000 habitantes en las laderas orientales del Monte Vulture. Al igual que muchos pueblos vecinos, el sitio fue habitado en el período Arcaico, antes de los romanos, aunque la primera evidencia histórica data del tiempo de los Anjou, en particular, en un documento de 1332 en el que por primera vez se menciona el caserío de Barile junto con el que está cerca de Santa María Rivo Nigro, el futuro Rionero in Vulture.
Perteneciente a la diócesis de Rapolla, estaba destinado a albergar una comunidad de albaneses que llegaron al Vulture tras la caída de Scutari a manos de los turcos de Solimán el Magnífico en 1477. El Vulture había sido frecuentado previamente por los albaneses desde hacía varios años, cuando el líder epitora Georgio Skanderbeg envió a los Stradioti, un grupo de tropas mercenarias en apoyo al intento de Juan de Anjou para reconquistar el reino de Nápoles de los aragoneses. Comunidades albanesas se instalaron tanto en Melfi en el sector de Chiuchiari, como en las aldeas de Maschito y Barile.
Una segunda inmigración albanesa, de origen griego, se produjo en 1532 después de la caída de la dominación occidental en el Peloponeso, en especial después de la conquista turca de Corone y el estallido de una plaga. Estos albaneses eran de religión ortodoxa y se les conoció como Arvaniti. Después de unos siglos repoblaron varias localidades debido a la crisis demográfica en Grecia, por iniciativa de los emperadores bizantinos.
Incluso la migración Arvaniti en Italia se organizó desde arriba, cuando el Emperador Carlos V decidió repoblar la zona del Vulture, entonces diezmada por la sangrienta guerra contra los franceses de Carlos de Valois, que terminó con la masacre de Melfi de 1528. La comunidad de Barile creció aún más cuando algunas familias fueron expulsadas de Corone a finales del siglo XVI y fueron recibidas por parte de sus compatriotas en Barile.
Hasta 1627 las celebraciones litúrgicas en los centros Arbëreshë tuvieron lugar según el rito ortodoxo griego, entonces reprimidas por una disposición del obispo de Melfi Deodato Scaglia. En 1675 llegó a Vulture otra ola, procedente de la ciudad albanesa de Maina. Esta tercera migración es la de los Camiciotti, a causa de las camisas negras que llevaban.
La comunidad de Barile pertenecía al feudo melfitano de los Caracciolo y, cuando fue expulsado por los Habsburgo, fue asignado a la familia noble napolitana Carafa.